# Яніс Скределіс
Яніс Скределіс (латис. Jānis Skredelis; нар. 29 грудня 1939, Ілуксте, Ілукстійський повіт, Латвія — пом. 27 червня 2019) — радянський та латвійський футбольний тренер.

## Життєпис
Ріс Яніс Скределіс разом з молодшим братом і сестрою в резекненській стороні, в сім'ї, де всі труднощі лежали на материнських плечах. Він рано звик до роботи й порядку, часу на лінь не залишалося. У шкільні роки Яніс грав в футбол та баскетбол, ходив на лижах. Хоча він не був видатним спортсменом, але цей гарт йому став в нагоді під час військової служби на Уралі, де був шофером та секретарем комсомольської організації частини. Брав активну участь у громадській роботі та навчався в Латвійський державний інститут фізичної культури (ЛДІФК) обраний членом бюро комсомолу.
Після закінчення ЛДІФКа в 1966 році Яніс Скределіс зайнявся тренерською роботою в Ілукстській спортивній школі (ДЮСШ Даугавпілсського району), але незабаром вступив на факультет психології Ленінградського університету, де провчився три курси. У 1969 році розпочав працювати в Спорткомітеті республіки на посаді головного тренера з футболу. Згодом Яніс Скределіс домігся дозволу почати практичну тренерську діяльність та очолив ризьку команду «Страуме». Під його керівництвом «Страуме» став чемпіоном Риги, виграв турнір клубів класу «Б» та вийшов у клас «А».
У 1975 році Яніс Скределіс очолив ризьку команду РЕЗ, і з цього часу почала працювати зв'язка між командою майстрів «Даугава» та РЕЗом, як її дублери. Також з 1977 по 1980 рік тренував збірну юніорів республіки, яка в 1978 році під його керівництвом зайняла 4-е місце на турнірі «Переправа».
У 1981 році очолив провідний клуб Латвійської РСР — «Даугаву». В середині 80-х клуб показував яскраву гру, яка подобалася вболівальникам. Однак футболісти «Даугави» так і не змогли піднятися з першої ліги у вищу.
У 1990 році працював з олімпійською збірною Іраку, де працював разом з Борисом Ігнатьєвим. Після здобуття незалежності Латвією ненадовго повернувся на батьківщину, де тренував клуби «Пардаугава» (Рига) та «Компар/Даугава» (Рига).
Влітку 1993 року очолив «Металург» (Запоріжжя), але особливих успіхів не досяг та незабаром повернувся до Латвії. Потім тренував клуби «Олімпія» (Рига), «ЛУ/Даугава» та «Рига». Працював начальником департаменту чемпіонату Латвії з футболу

## Досягнення

### Командні
«Прогрес» (Рига)
- Чемпіонат Латвійської РСР
  -  Чемпіон (1): 1980

«Даугава» (Рига)
- Перша ліга СРСР
  -  Чемпіон (1): 1985
  -  Бронзовий призер (2): 1986, 1987

«Компар/Даугава» (Рига)
- Кубок Латвії
  -  Фіналіст (1): 1992

### Особисті
- Заслужений тренер Латвійської РСР: 1986